# Czyreń jodłowy

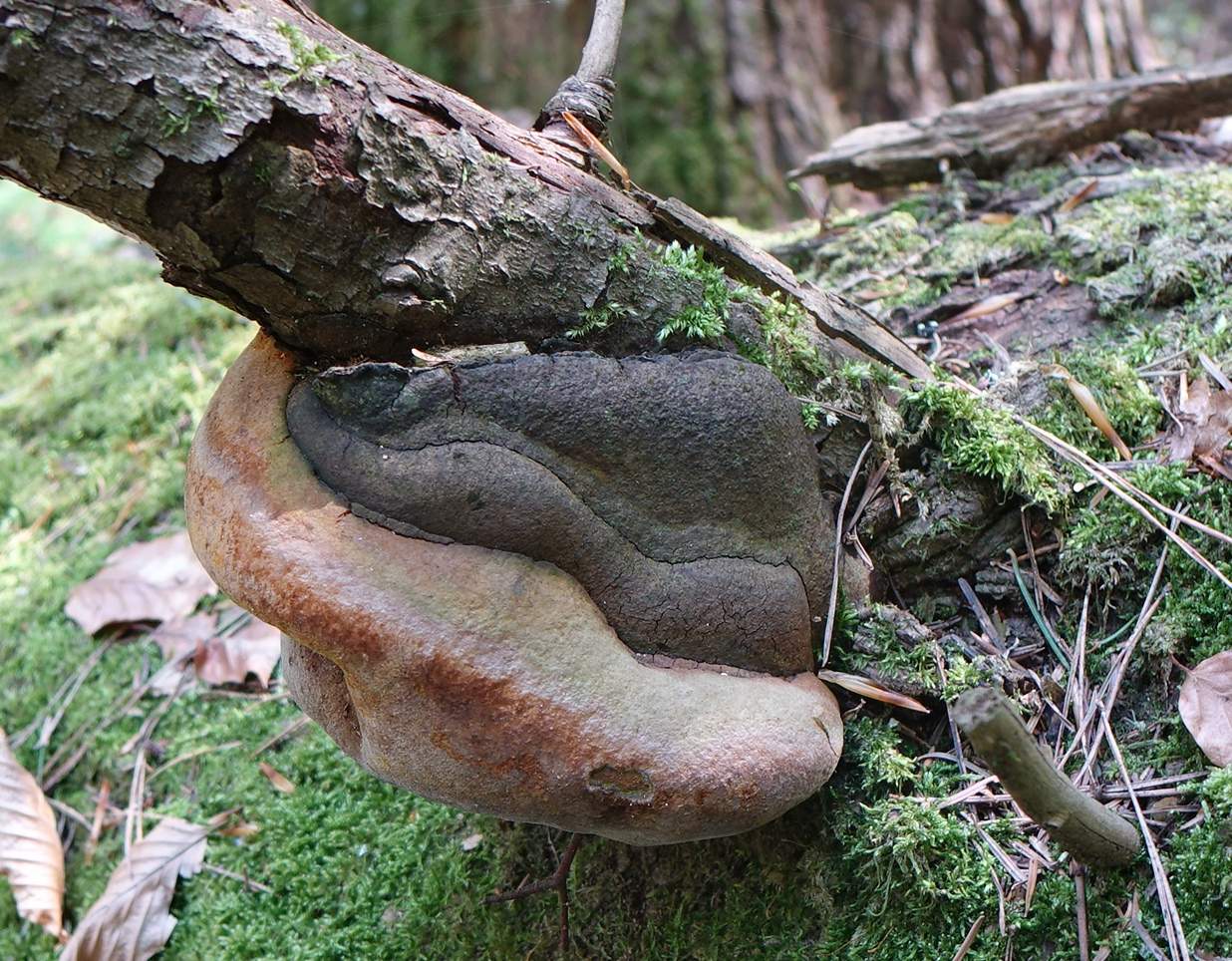

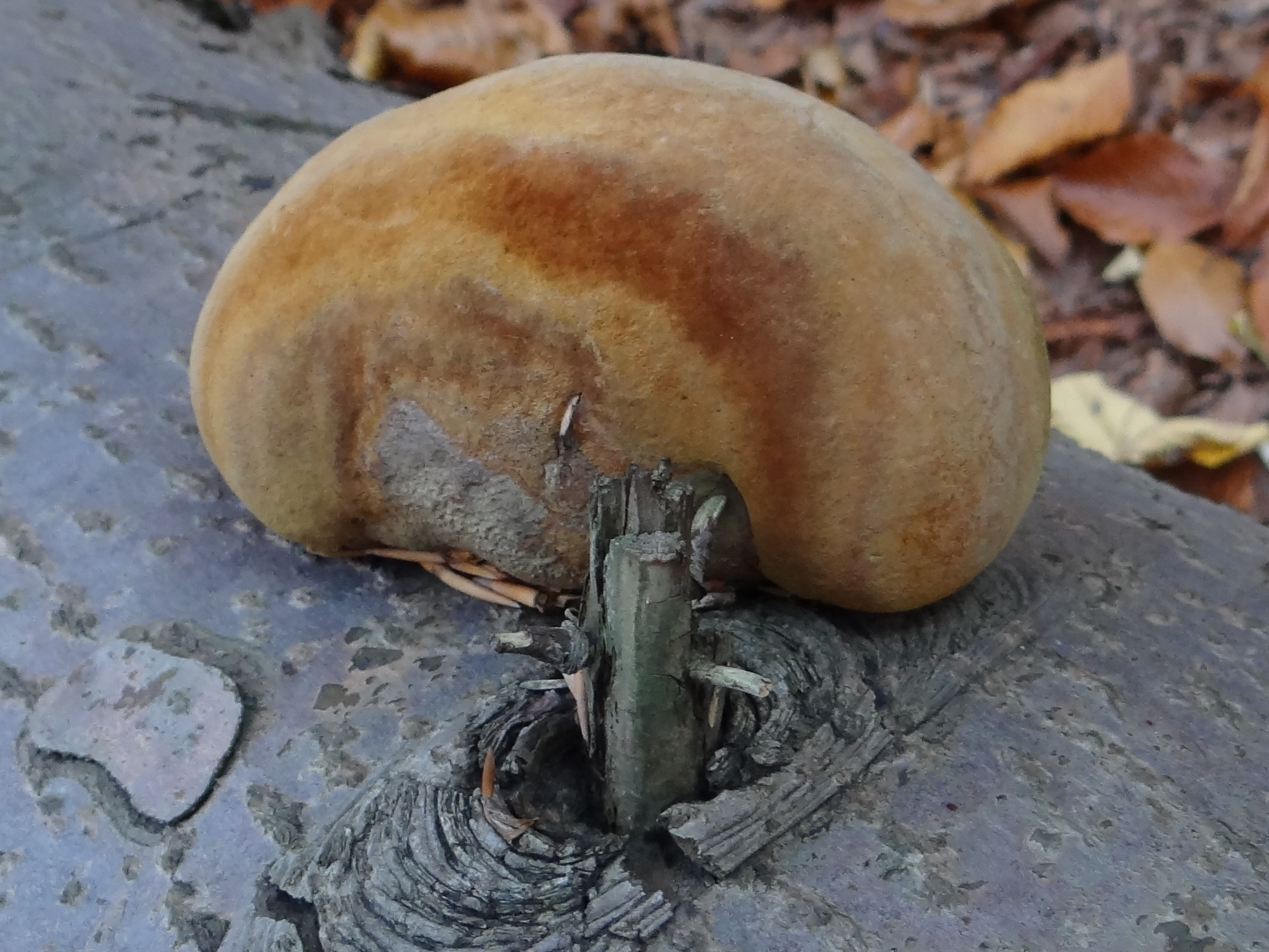
Młody okaz o bulwiastym kształcie

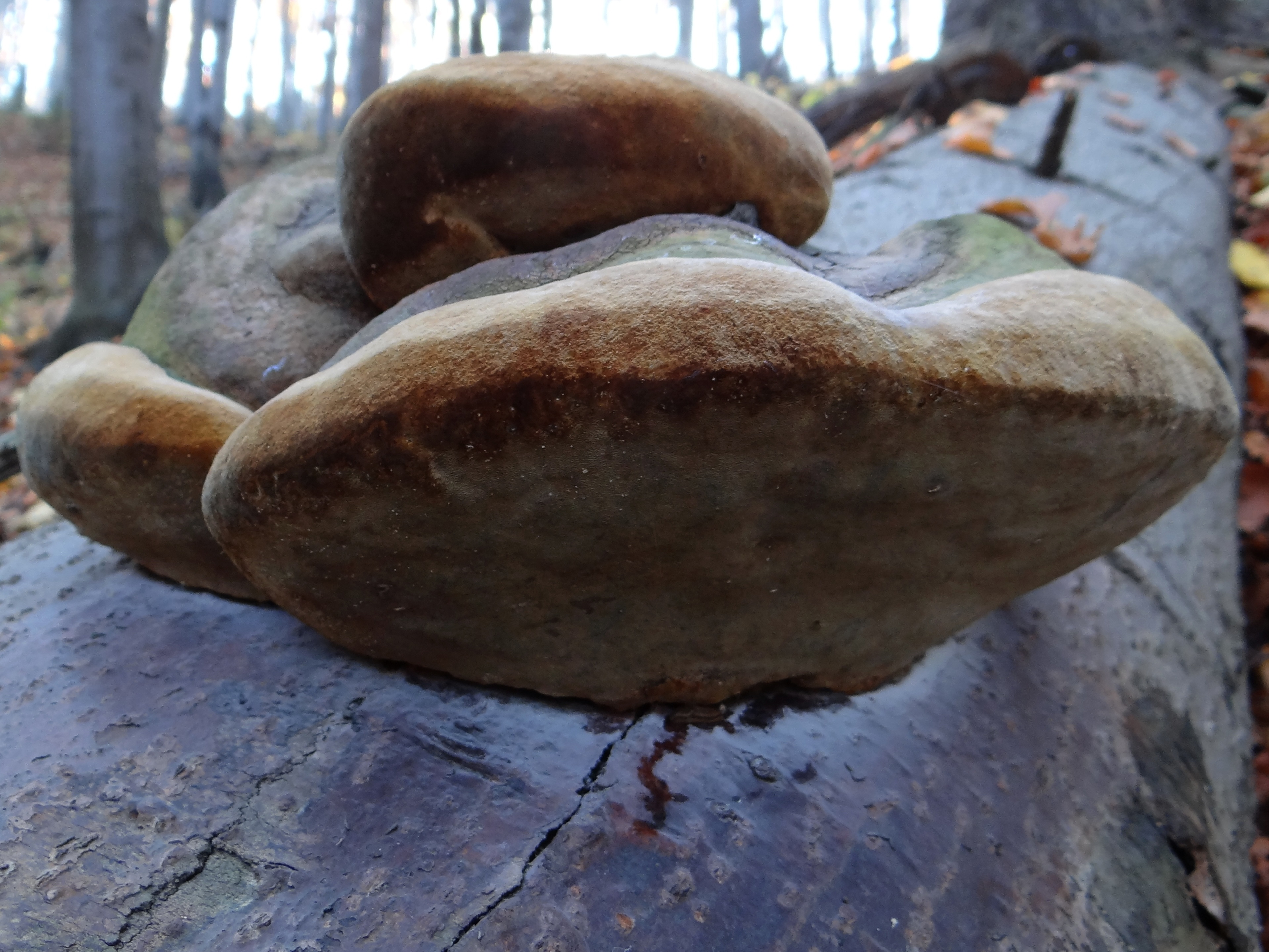

Czyreń jodłowy (Phellinus hartigii (Allesch. & Schnabl) Pat.) – gatunek grzybów z rodziny szczeciniakowatych (Hymenochaetaceae).

## Systematyka i nazewnictwo
Pozycja w klasyfikacji według Index Fungorum: Phellinus, Hymenochaetaceae, Hymenochaetales, Incertae sedis, Agaricomycetes, Agaricomycotina, Basidiomycota, Fungi.
Po raz pierwszy takson ten zdiagnozowali w 1890 r. Allescher i Schnabl nadając mu nazwę Polyporus hartigii. Obecną, uznaną przez Index Fungorum nazwę nadał mu w 1903 r. Patouillard, przenosząc go do rodzaju Phellinus.
Synonimy naukowe:

- Fomes hartigii (Allesch. & Schnabl) Bres. 1897
- Fomitiporella hartigii (Allesch. & Schnabl) Teixeira 1992
- Fomitiporia hartigii (Allesch. & Schnabl) Fiasson & Niemelä 1984
- Phellinus hartigii (Allesch. & Schnabl) Imazeki 1943
- Phellinus hartigii (Allesch. & Schnabl) Bondartsev 1953
- Phellinus hartigii (Allesch. & Schnabl) Pat. 1903. f. hartigii
- Phellinus hartigii f. resupinatus Domański 1967
- Phellinus robustus f. hartigii (Allesch. & Schnabl) Bourdot & Galzin 1925
- Phellinus robustus var. hartigii (Allesch. & Schnabl) Bourdot & Galzin 1925
- Polyporus fulvus Quél. 1872
- Polyporus hartigii Allesch. & Schnabl 1890
- Trametes lutescens Lázaro Ibiza 1916

Nazwę polską nadali Barbara Gumińska i Władysław Wojewoda w 1983 r. W polskim piśmiennictwie mykologicznym gatunek ten opisywany był też jako czyreń Hartiga.

## Morfologia
Owocnik
Szerokość 5–20 cm, grubość 5–20 cm. Młode okazy mają bulwiasty kształt, który z czasem zmienia się na konsolowaty lub kapeluszowaty. Zewnętrzna powierzchnia jest gładka, falista, koncentrycznie strefowana. Ma kolor od szarego do ciemnobrązowego, brzeg (krawędź przyrostu) jest jaśniejszy; w kolorze od białawego do ochrowobrązowego. U starszych okazów górna powierzchnia często porasta glonami, zmieniając kolor na zielony.
Hymenofor
Rurkowaty, u młodych osobników rdzawobrązowy, u starszych szarobrązowy. Rurki mają długość 3–5 mm i może w owocniku występować wiele ich warstw, jednak różnice między nimi są słabo widoczne. Szczecinek brak.
Miąższ
Żółtobrązowy, bardzo twardy, bez wyraźnego smaku i zapachu.
Wysyp zarodników
Biały. Zarodniki niemal kuliste, gładkie, o rozmiarach 6-7,5 × 5–6,5 μm{.
Gatunki podobne
- czyreń ogniowy (Phellinus igniarius), ale rośnie tylko na drzewach liściastych, głównie na wierzbach i topolach,
- tzw. czyreń dębowy (Formitoporia robusta). Rośnie głównie na starych dębach, często wysoko w ich koronach,
- pniarek obrzeżony (Fomitopsis pinicola). Ma bardziej jaskrawą krawędź przyrostu; żółtą lub pomarańczowoczerwoną[4].
- czyreń osikowy (Phellinus tremulae), ale rośnie tylko na topoli osice.

## Występowanie i siedlisko
Jest szeroko rozprzestrzeniony na półkuli północnej, jednak dość rzadki. Na terenie Polski podano wiele jego stanowisk w piśmiennictwie naukowym.
Grzyb nadrzewny rosnący głównie na jodłach, dużo rzadziej na świerku. Notowano też jego występowanie na cisie, daglezji.

## Znaczenie
Grzyb wieloletni, mogący żyć nawet kilkadziesiąt lat, zwykle jednak 10–15 lat. Saprotrof rosnący głównie na martwych drzewach. Czasami jednak jako pasożyt rośnie również na żywych drzewach, głównie jednak w miejscu zranień mechanicznych, lub na bardzo starych okazach, które już osiągają górną granicę swojego wieku. Powoduje białą zgniliznę drewna. Główna strefa spróchniałego drewna znajduje się w okolicach owocnika, ale rozciąga się na odległość nawet 1–2 m od niego. Spróchniałe drzewo jest osłabione i często podczas silniejszych wiatrów łamie się.